# Hanomag 3/17 PS
La Hanomag 3/17 PS è stata un'auto economica prodotta dalla ditta tedesca Hanomag dal 1931 al 1934 come sostituta della Hanomag 3/16 PS. Come il modello che l'aveva preceduta, la carrozzeria possedeva le forme classiche delle auto dell’epoca, con parafanghi esterni e predelline laterali ma le dimensioni erano maggiori raggiungendo i 3610 mm di lunghezza. .

## Storia
Sotto al cofano c'era il motore a quattro cilindri da 797 cm³ che erogava 16 CV del modello precedente a cui venne affiancato un motore da 1097 cm³ che erogava 23 CV. Nel 1932 il motore più piccolo fu sostituito da un propulsore di 898 cm³ che erogava 18 CV mentre quello più grande rimase di 1097 cm³ con 23 CV. 

Le ruote posteriori erano azionate dal motore per mezzo di un albero di trasmissione comandato da un cambio a tre velocità, questa volta dotato di differenziale. Il veicolo possedeva un telaio metallico e una carrozzeria in legno massello rivestito di pannelli di lamiera d'acciaio e essendo un po' più lunga e più larga del suo predecessore, offriva quattro posti comodi, sia nella berlina che nella berlina decappottabile. Nel 1934 il modello in tutte le sue versioni (3/17 PS / 3/18 PS / 4/23 PS), fu sostituito dalla Hanomag Garant.